# Nowosiółki Oparskie
Nowosiołki Oparskie (ukr. Новосілки-Опарські) – wieś na Ukrainie w rejonie stryjskim (do 2020 roku w rejonie mikołajowskim) obwodu lwowskiego.
Zachodnią część wsi stanowi dawniej odrębna wieś Podwysokie.